# Kluzák

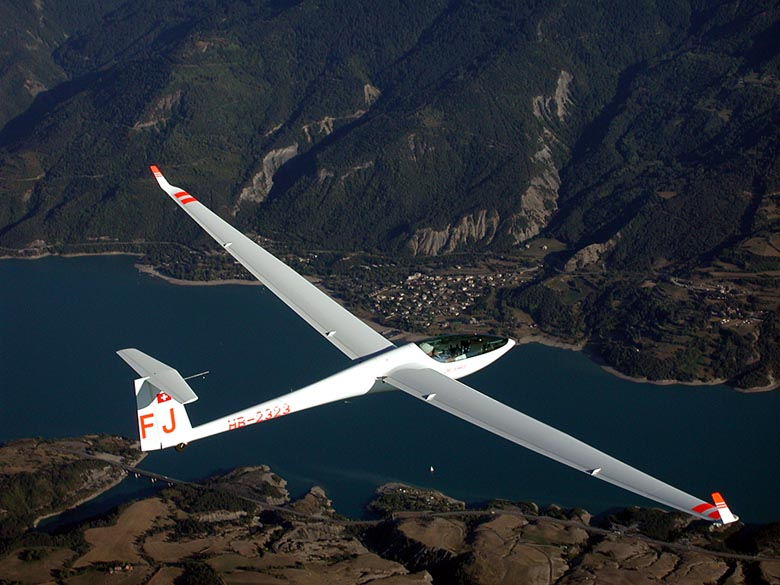
Větroň DG808

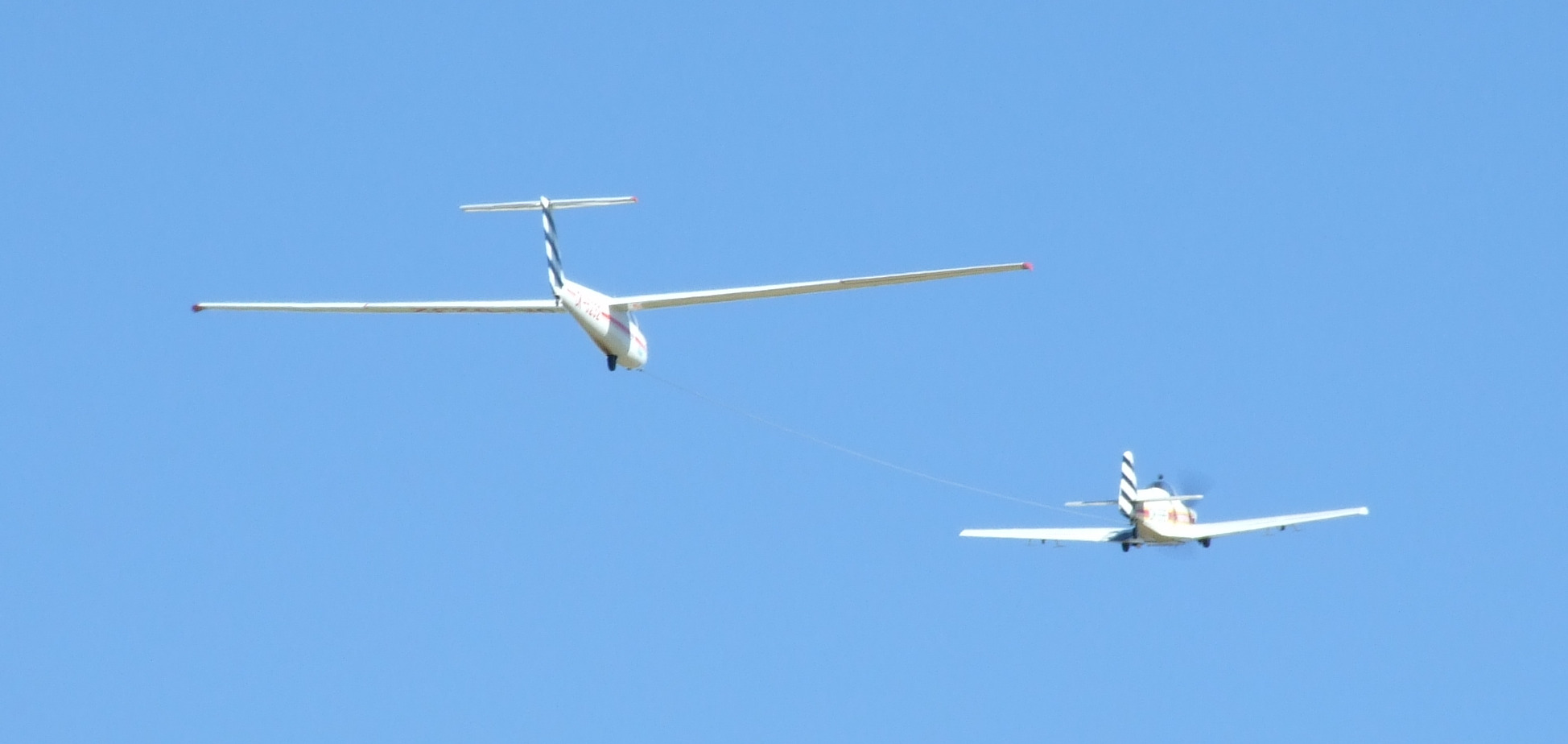
Kluzák je vynášen na potřebnou výšku, zde nedaleko letiště Praha-Točná

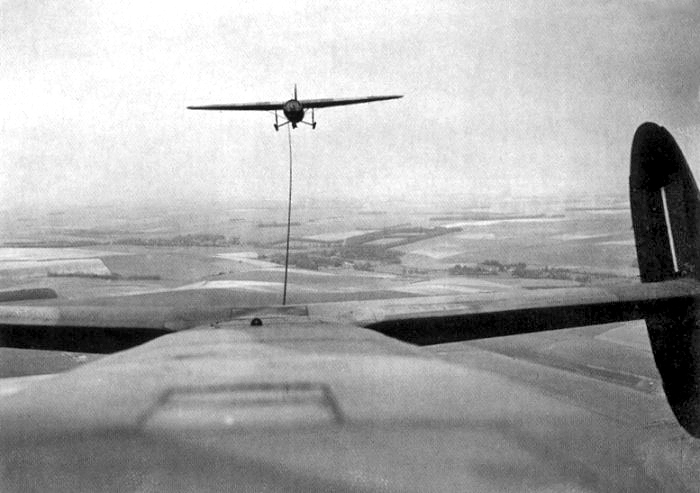
Nákladní kluzák RAF v aerovleku během 2. světové války

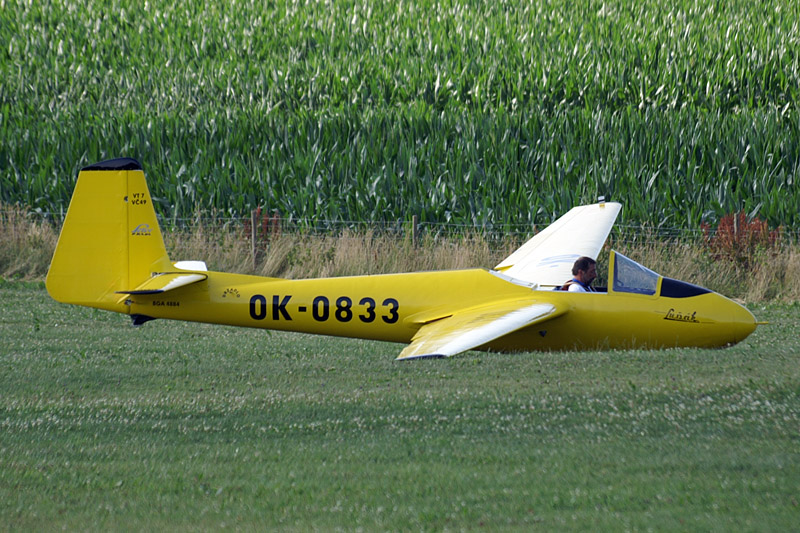
LF-107 Luňák

Kluzák (ne vždy zcela přesně v lidové mluvě označovaný též slovem větroň) je bezmotorové letadlo těžší vzduchu, s pevnými nosnými plochami. Kluzáky startují za pomoci tažného letounu, katapultováním ze země (např. prostřednictvím gumového lana), z terénní vyvýšeniny nebo vytažením do výšky pomocí dlouhého lana a navijáku (na principu letu draku). Letovou výšku získávají ve vzestupných vzdušných proudech, které se tvoří buď nad svahem proti kterému vane vítr, nad prohřátým zemským povrchem (tzv. termika), nebo v tzv. dlouhé vlně. Polohu v termických stoupavých proudech udržuje pilot kluzáku kroužením – podobně, jako to dělají draví ptáci.
Konstrukce kluzáku se v mnoha směrech odlišuje od konstrukce motorových letounů. Kluzáky jsou relativně lehké (vzletová hmotnost se pohybuje většinou v rozmezí 300–700 kg) a vyznačují se hlavně velkou štíhlostí křídel. Relativně nízké měrné zatížení nosné plochy a vysoká aerodynamická jemnost jim umožňuje efektivně využívat energie vzestupného proudění vzduchu pro získávání výšky, kterou pak klouzavým letem proměňují ve vzdálenost.
Kluzáky můžeme dělit na:
- sportovní
  - kluzáky – vyznačují se lepšími aerodynamickými vlastnostmi a jsou používány k různým disciplínám leteckého sportu.
    - školní větroň – větroň robustnější konstrukce určený pro základní i pokračovací pilotní a sportovní výcvik, dnes již převážně dvoumístný se zdvojeným řízením. Například československý Let L-13 Blaník nebo polský PW-6.
    - sportovní větroň – zpravidla jednomístný konstruovaný podle specifikací určité soutěžní kategorie (klubový větroň, 15 m třída, volná třída – neomezené rozpětí křídel) nebo pro klubové rekreační a kondiční létání.
    - plachtařský speciál – konstruován pro špičkové výkony v určité oblasti (dálkové lety, akrobacie apod.)
    - motorizovaný větroň – větroň vybavený pomocným motorem pro umožnění samostatného vzletu nebo alespoň letu

  - závěsné
    - rogallo – (kupř. podvěsné delta křídlo)
    - padákové – speciální křídla pro paragliding
- užitkové (zejména transportní)

Se sportovními větroni se běžně létá na vzdálenosti 100–600 km (i více – rekordní lety dosahují kolem tisíce kilometrů). Větroň při takovém letu střídavě nabírá výšku kroužením ve stoupavých proudech a pak klouzavým letem postupuje dále na trati letu k dalšímu stoupavému proudu. Pohybuje se přitom standardně ve výškách 200 – 3 000 m nad terénem. Ve vlnovém proudění se běžně dosahují výšky do 7 000 m, světový rekord je 23 202 m (výška závisí zejména na počasí, tedy na tom, v jakém rozmezí lze termického, svahového či vlnového proudění využít). Průměrná traťová rychlost takového letu se běžně pohybuje v rozmezí 60–120 km/h (za určitých podmínek i více) a závisí zejména na schopnostech pilota větroně odhadovat polohu a sílu stoupavých proudů a také na výkonnosti větroně resp. jeho aerodynamickém řešení.
Kluzáky našly v minulosti mimo sportu a výcviku pilotů využití především ve vojenství, kde sloužily mimo jiné k přepravě výsadkových jednotek a případně i těžké vojenské techniky. Tyto nákladní kluzáky dosahovaly vzletové hmotnosti několika tun a byly schopny unést těžší náklad než jejich vlečné letadlo. Bývaly vlekány několikamotorovými těžkými letouny (zpravidla upravenými bombardéry) až do vzdálenosti cca 30–50 km od místa výsadku, kde se odpojily od vlečného lana a klouzavým letem doletěly až do určeného místa přistání. Jejich výhodou byly nízké výrobní náklady a bezhlučný klouzavý let po odpoutání se od vlečného letounu, což umožnilo překvapivé noční výsadky vojsk blízko nepřátelských pozic. Nevýhodou nákladních kluzáků byl omezený operační dosah (nákladní kluzáky nejsou zpravidla schopné využívat efektivně stoupavých proudů a vzhledem k objemnému trupu s nákladem mají i horší klouzavost) a neschopnost samostatného vzletu, tedy návratu po akci na základnu. Po druhé světové válce se od jejich používání upustilo a jejich úkoly převzaly zpravidla vrtulníky.

## Historie

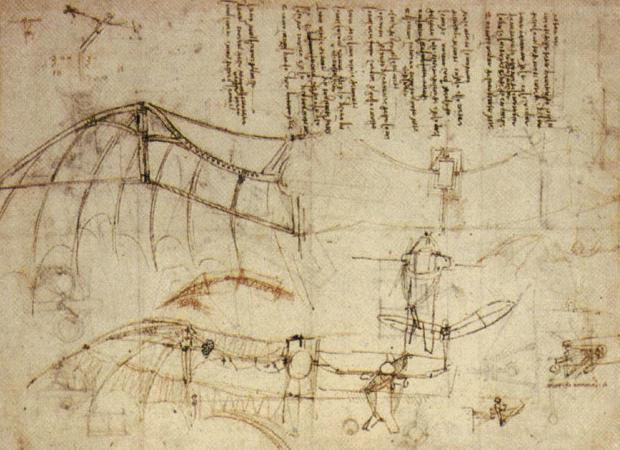
Nákres létajícího stroje od Leonarda da Vinci z roku 1488

Kluzáky se lidé pravděpodobně snažili konstruovat již ve starověku. Čínské zdroje z 10. století uvádějí pokusy Lu-Bana (současníka Konfucia), který se kluzák pokoušel sestavit již v 5. století př. n. l.
Prvním úspěšným tak byl zřejmě arabský učenec Abbaás Íbn Firnás, který po předchozích pokusech v roce 875 úspěšně vyzkoušel kluzák vlastní konstrukce. Desetiminutový let neřiditelného stroje skončil nezdařeným přistáním a zraněním letce.
Významný krok učinil benediktinský mnich Eilmer počátkem 11. století, který uletěl kluzákem 200 metrů.
Další doklady o úvahách o bezmotorovém letu pocházejí z období renesance. Mnohé skici létajících strojů Leonarda da Vinci pocházejí pravděpodobně z let 1485–1496.
Jedním z prvních průkopníků v novodobé konstrukci kluzáků byl sir George Cayely. Vědeckým přístupem popsal základní princip letu zařízení těžšího vzduchu a svůj první model schopný letu sestavil roku 1796. Jednalo se o helikoptéru s protiběžnými rotory. Jeho model jednoplošného kluzáku vzlétl roku 1804, o rok později vylepšil jeho nosné plochy o úhel vzepětí, který zvýšil stabilitu letu. Výhody zakřiveného profilu křídla objevil roku 1807. První kluzák v plné velikosti dokončil roku 1849, testovací let provedl desetiletý chlapec. Kluzák, schopný unést dospělého muže, vykonal první let roku 1853.
Významného pokroku ve vývoji kluzáků dosáhl Otto Lilienthal. Zatímco u předchozích vynálezců se jednalo převážně o příležitostné lety, Lilienthal létal na svých kluzácích pravidelně. První ze svých 2 000 klouzavých letů vykonal roku 1891. V následujících pěti letech postavil 18 různých modelů kluzáků, z nichž bylo 15 jednoplošníků a 3 dvouplošníky. Nejúspěšnějším byl model č. 11, kterého Lilienthal vyrobil nejméně 8 kusů, z nichž některé prodal. Jednalo se o jednoplošník s nosnou plochou 13 m2. V Lichterfelde blízko Berlína zbudoval pro své starty umělý pahorek, jehož dutá špička sloužila jako hangár. Odtud prováděl lety, jejichž délka dosahovala kolem 400 m. Roku 1896 experimentoval s různými profily křídel, při jednom z letů však tragicky zahynul.

## Současnost

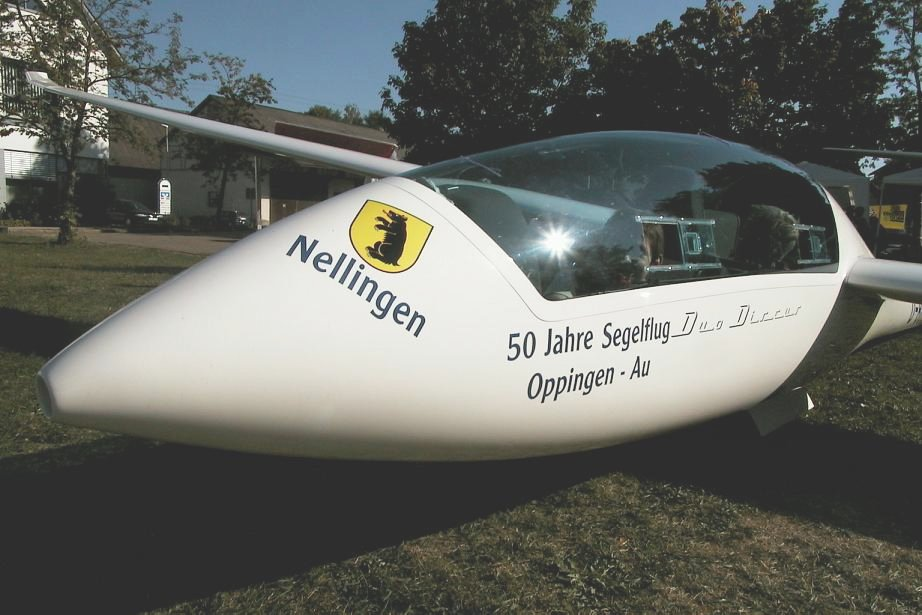
Dvoumístný větroň

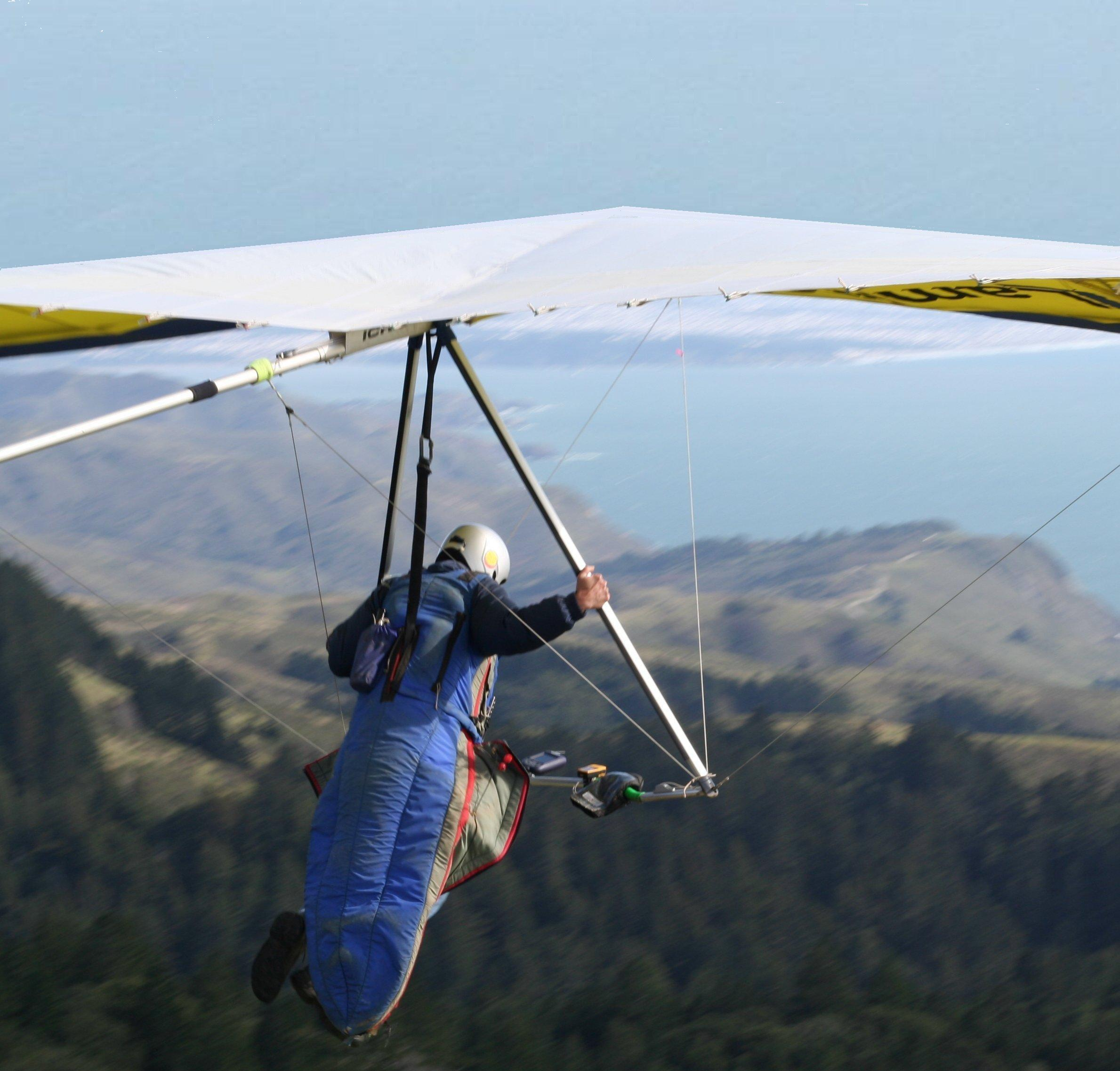
Závěsný kluzák - rogallo

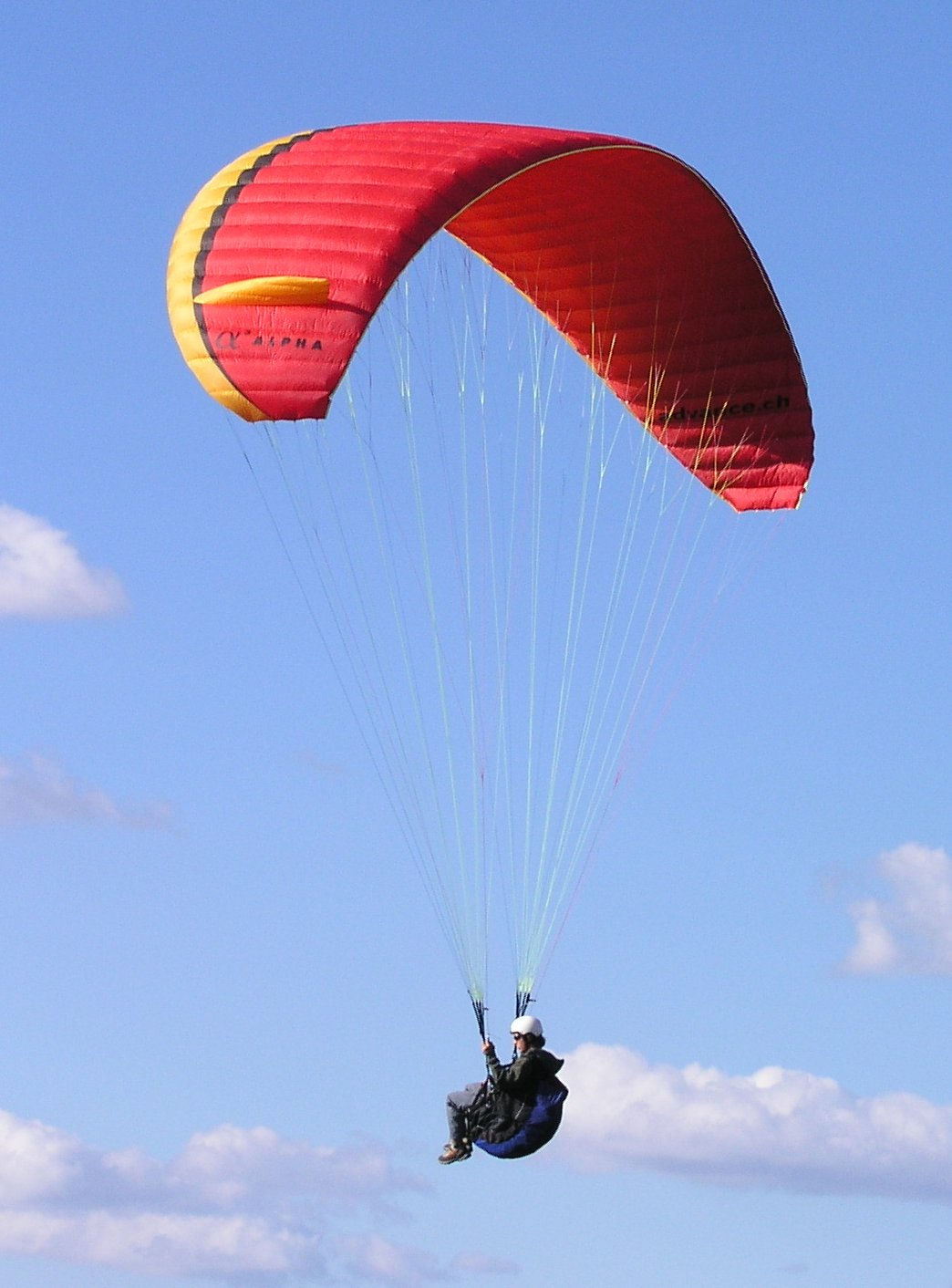
Závěsný kluzák - paraglidingový padák

V současnosti jsou nejrozšířenější skupinou kluzáků sportovní větroně a sportovní závěsné kluzáky.
Větroně jsou dřevěné, celokovové nebo kompozitové konstrukce, případně smíšené. Kompozitních materiálů se používá zejména v poslední době za účelem dosažení co nejlepších aerodynamických tvarů. Další výhodou kompozitních materiálů (laminátů) je vysoká trvanlivost, snadnost údržby a oprav.
Ovládání řídících prvků je mechanické. Podvozek je nejčastěji jednokolový zatahovací se záďovou ostruhou. K běžnému vybavení pilotní kabiny patří rychloměr, výškoměr, variometr, kompas, zatáčkoměr, relativní příčný sklonoměr a radiostanice.
Charakteristická technická data větroňů jsou
- Rozměry
  - rozpětí: typicky 15 m, 18 m, extrémně až 30 m i více
  - délka: 6–8 m
  - nosná plocha: 8m2 a více podle hmotnosti a rozpětí křídel
  - štíhlost křídla: zpravidla 15 a více. Čím vyšší je štíhlost křídla, tím nižší je tzv. indukovaný odpor způsobený vznikem vírů na koncích křídel.
- Hmotnosti
  - prázdná – 250–300 kg
  - vzletová – 300–600 kg
  - plošné zatížení – 30–55 kg/m2
- Výkony
  - klouzavost – podle předpisů je za kluzák považován letoun s klouzavostí vyšší než 20. U sportovních větroňů se v současné době klouzavost pohybuje běžně v rozmezí 30–60.
  - nejmenší klesavost – typické pro sportovní větroně jsou hodnoty 0,6–0,8 m/s.
  - maximální rychlost – typicky 200–300 km/h.
  - maximální rychlost v poryvu – například 150–200 km/h.
  - maximální rychlost v aerovleku – 120–150 km/h
  - minimální letová rychlost – rychlost, při níž křídla mohou poskytnout maximální vztlak rovný právě tíze letounu – v přistávací konfiguraci 65–70 km/h, s vodní přítěží kolem 80 km/h.

Komplexním měřítkem výkonnosti větroňů je tzv. rychlostní polára v klouzání. Jde o závislost rychlosti klesání na rychlosti letu v ustálených režimech a klidném ovzduší bez proudů, turbulencí a v určité nadmořské výšce (kvůli fyzikálním vlastnostem vzduchu a možnému srovnání s polárami jiných typů větroňů). Rychlostní polára není lineární a stanovuje se teoretickým výpočtem nebo přepočtem z měření na zkušebním kusu konkrétního typu větroně, a to zpravidla pro nadmořskou výšku 0, 1 000 či 1 500 m MSA. Při srovnání dvou typů větroňů platí, že výkonnější je ten, který při stejných srovnávacích hodnotách rychlostí letu má menší rychlost klesání. Logicky: takový větroň má při stejných rychlostech letu vyšší klouzavost, tedy doletí dále a pilot nemusí tak často vyhledávat stoupavé proudy k opětovnému získávání výšky a může místo kroužení v nich více času trávit postupem vpřed po trati letu. Díky tomu vzroste průměrná rychlost na trati přeletu. Tvar rychlostní poláry je závislý na aerodynamickém řešení větroně.
Zatímco u větroňů sedí pilot v uzavřeném (výjimečně otevřeném) kokpitu v trupu letadla, u závěsných kluzáků, které nemají trup jako takový, je zavěšen pilot pod křídlem.
Konstrukce rogalla je tvořena křídlem z nosných profilů z lehkých slitin a potahem z polymerových materiálů. Křídlo lze snadno rozložit pro usnadnění převozu. Pilot leží zavěšen pod křídlem kluzáku. Let je řízen přenášením váhy do stran a přitahováním, respektive potlačováním řídící hrazdy.
Paraglidingové padákové kluzáky jsou čistotou leteckého profilu uzpůsobeny pro dopředný let. Mají několikánobně vyšší klouzavost než armádní výsadkové padáky nebo záchranné padáky pilotů letadel. Pilot však vždy startuje rozběhem s již rozloženým křídlem (z mírného kopce nebo vlekáním). Směr letu ovládá tahem za řidičky a nakláněním (přenášením váhy) v sedačce, čímž mění tvar vrchlíku z nepropustných tkanin. Tvar, čistotu a tuhost leteckého profilu napomáhají vytvářet diagonální žebra a výztuhy, čelní odpor také mohou snižovat tenké kevlarové šňůry, namísto běžně používaných REP šňůr.
V současnosti mohou být kluzáky vybavovány malými motory, které poskytují určitou nezávislost na vzdušných proudech. Hovoříme potom o motorových větroních, motorovém paraglidingu apod.